# 香川県道40号白鳥引田線
香川県道40号白鳥引田線（かがわけんどう40ごう しろとりひけたせん）は、香川県東かがわ市を通る県道（主要地方道）である。

## 概要

### 路線データ
- 起点：東かがわ市西山（白鳥町西山交差点、国道318号・国道377号交点）
- 終点：東かがわ市引田（国道11号交点）

## 歴史
- 1993年（平成5年）5月11日 - 建設省から、県道引田清水線の一部が白鳥引田線として主要地方道に指定される[1]。
- 1994年（平成6年）4月1日 - 香川県が県道6号引田清水線を廃止し、県道40号白鳥引田線を認定。

## 地理

### 通過する自治体
- 東かがわ市

### 交差する道路
| 交差する道路            | 交差する場所 | 交差する場所            |
| ----------------------- | ------------ | ----------------------- |
| 国道318号 国道377号     | 西山         | 白鳥町西山交差点 / 起点 |
| E11 高松自動車道        | 引田         | 引田IC前交差点 9 引田IC |
| 国道11号 国道377号 重複 | 引田         | 引田IC北交差点 / 終点   |

### 交差する鉄道
- 高徳線

### 沿線
- JR四国高徳線 引田駅（終点付近）